# Alaincourt (Aisne)
Alaincourt é uma comuna francesa na região administrativa de Altos da França, no departamento Aisne. Estende-se por uma área de 5,90 km². Em 2010 a comuna tinha 546 habitantes (densidade: 92,5 hab./km²).